# Eyes Closed (canción de Halsey)
«Eyes Closed» —en español: «Ojos cerrados»— es una canción de la cantautora estadounidense Halsey. Lanzada el 4 de mayo de 2017 como sencillo promocional de su próximo álbum Hopeless Fountain Kingdom por el sello discográfico Astralwerks.

## Antecedentes
Halsey anunció el 7 de marzo de 2017, la liberación del mes y el título de su segundo álbum de estudio Hopeless Fountain Kingdom, que saldrá a la venta en junio. Sobre el sonido del álbum, se optó por un sonido más orientado al mainstream, diciendo: "Soy más que capaz de escribir música de radio y es de esperar que voy a poner mi dinero donde está mi boca en este álbum." La canción fue estrenada el 4 de mayo de 2017, en la radio Apple Music's Beats 1 a lo largo de una entrevista con el presentador Zane Lowe y director Baz Luhrmann , siendo posteriormente lanzado como descarga musical y subido a las plataformas de stream.

## Composición
La pista fue escrita por Halsey. El cantante The Weeknd colaboró siendo uno de los productores de la canción, junto también con Benny Blanco, Cashmere Cat y Happy Pérez.La canción fue descrita como un Synth pop siniestro.

### Semanales
| País           | Lista                          | Mejor posición |
| -------------- | ------------------------------ | -------------- |
| Australia      | ARIA Singles Charts            | 62             |
| Canadá         | Canadian Hot 100               | 73             |
| Escocia        | Scottish Singles Chart         | 48             |
| Estados Unidos | Bubbling Under Hot 100 Singles | 1              |
| Francia        | French Singles Chart           | 171            |
| Nueva Zelanda  | New Zealand Heatseekers        | 5              |